# سیدان (مرودشت)
شهر سیدان مرکز بخش سیدان شهرستان مرودشت در استان فارس  ایران است.

## جمعیت
شهر سیدان واقع در بخش سیدان شهرستان مرودشت استان فارس، با دارا بودن جمعیت ۸،۵۷۴ تن (سرشماری ۱۳۹۵)
در باغ لَردی سیدان سنگ‌نوشته‌ای به زبان پارسی میانه مربوط به یک آرام‌گاه یافت شده‌است که برگردان آن بدین شرح است:
«توسر پسر بیچاره بدبخت فرخ زاد دادویه (دادبه) در ماه فروردین و روز دی به دین، فرخ هرمزد انوشیروان (مرحوم) بود (شد). گران مست (بیداد بسیار) در همان سال، ماه تیر و روز آسمان بر هرمزداد بود (شد). این مست گران، بر پیران سر، بر فرخ زاد بود (شد).»
این شهر به علت آب و هوای مناسب، سرسبزی و زیبایی خارق العاده، وجود باغ های فراوان، مهمان نوازی مردمان آن و همچنین نزدیکی به شهر شیراز  به تفرجگاه مردم شهرهای اطراف و به خصوص مردم شیراز تبدیل شده است. عده زیادی از مردم شهر شیراز در سیدان دارای باغ ویلا می باشند.در ایام تعطیلات جمعیت این شهر به طور چشمگیری افزایش میابد.

## رتبه در استان
شهر سیدان رتبه ۴۷ در بین ۱۱۲ شهر استان است و بخش سیدان سومین بخش پرجمعیت  استان فارس می باشد.
لیست ۱۰ بخش پرجمعیت استان فارس که در آینده شهرستان خواهند شد.
| ردیف | بخش                 | شهرستان   | جمعیت سال ۱۳۹۵ |
| ---- | ------------------- | --------- | -------------- |
| ۱    | بخش درودزن          | مرودشت    | ۳۷٬۸۲۶         |
| ۲    | بخش جره و بالاده    | کازرون    | ۳۵٬۵۲۴         |
| ۳    | بخش سیدان           | مرودشت    | ۳۲٬۸۵۰         |
| ۴    | بخش ششده و قره بلاغ | فسا       | ۳۰۷۰۲          |
| ۵    | بخش جنت             | داراب     | ۲۹٬۸۵۲         |
| ۶    | بخش شیبکوه          | فسا       | ۲۶٬۹۱۹         |
| ۷    | بخش جویم            | لارستان   | ۲۵٬۰۸۱         |
| ۸    | بخش میمند           | فیروزآباد | ۲۴٬۸۸۵         |
| ۹    | بخش ارژن            | شیراز     | ۲۳٬۴۶۱         |
| ۱۰   | بخش فورگ            | داراب     | ۲۲٬۱۳۸         |

هم اکنون جمعیت بخش سیدان  از ۴ شهرستان زیر بیشتر است
| ردیف | شهرستان  | مرکز      | جمعیت سال ۱۳۹۵ |
| ---- | -------- | --------- | -------------- |
| ۱    | بختگان   | آباده طشک | ۳۲٬۲۲۴         |
| ۲    | پاسارگاد | سعادت‌شهر  | ۳۰٬۱۱۸         |
| ۳    | بوانات   | بوانات    | ۲۷٬۲۸۹         |
| ۴    | سرچهان   | کره ای    | ۲۳٬۱۲۹         |

## ریشه‌یابی نام سیدان
باید اشاره کرد نام قدیمی این شهر لدون می باشد که شهر سیدان در میان آثار باستانی جهانی و ملی مانند تخت جمشید ( پارسه ) ، نقش رستم ، نقش رجب، پاسارگاد و… احاطه شده و با توجه به آثار باستانی به‌دست آمده در این بخش مانند، سنگ‌نبشته‌‌ی شعر گونه‌ی یافت شده در باغ لردی LARDI ، به زبان پارسی‎ میانه پهلوی یا تکه‌های ستون‌های قصر غلات که دارای معماری هخامنشی هستند، می‌توان گفت مردمان این منطقه بدون شک دارای پیشینه‌ی سکونت چند هزار ساله در این بخش‌اند.
آن‌چه روشن و بی‌گفتگوست، شیوه‌ی بیان این نام ( سیدان ) توسط مردمان بومی شهر و شهرهای پیرامونی آن است. این نام در حالت گفتاری سیدون Seydun و در حالت نوشتاری Seydan  نوشته می‌شود و در نتیجه برای ریشه‌یابی‌های عامیانه پیرامون این نام نمی‌توان ارزش علمی قائل شد.
در هر صورت تکه‌هایی پازل‌گونه به‌دست آورده‌ایم که شاید ریشه نام سیدان را به قوم ایرانی‌زبان کُرد در شمال‌غربی ایران برساند. البته این فرضیه نیاز به پژوهش‌های بیش‌تری دارد. برای نمونه: 1- مادی بودن گویش سیوندی و شاید سیدانی و مادی بودن زبان کردی   2- وجود قومی با نام ایزدی یا کُرد یزیدی (ایزدی) در سیدان و منطقه 3- وجود روستایی از توابع بخش مرکزی شهرستان بیجار در استان کردستان ایران، به نام سیدان 4- وجود عشیره‌ی «هرکی» در بخش کردستان ایران، ترکیه و عراق که متشکل است از سه طایفه سیدان، مندان و سرهاتی /  که به زبان کُرمانجی (ایرانی شاخه شمال‌غربی) /  سخن می‌گویند.
یکی دیگر از علل نامگذاری این منطقه به نام سیدان را وجود عده کثیری از سادات و فرزندان پیامبر اسلام در این منطقه دانسته اند. سیدان یعنی جایی که سیدهای زیادی در آن وجود دارد.اکثر مردم این شهر از سادات و دارای نام خانوادگی " سجادیان " می باشند.